# Temné období
Termínem temné období se označuje epocha antického Řecka od 12. až 10. století př. n. l. až do 9. století př. n. l. Označení The Dark Age  (A. Snodgrass, 1971), respektive The Greek Dark Ages (Desborough, 1972) použili britští archeologové proto, že o něm není mnoho zpráv a dokladů. Temné období následovalo po pádu mykénské civilizace; po něm pak přišla doba archaická, časově odpovídající době železné.
Někdy se také používá označení homérské období, protože tuto dobu jedinečně odráží obsah Homérových eposů. Dále se vyskytuje i výraz geometrické období podle stylu výtvarného umění, zejména výzdoby keramiky.

## Historický vývoj

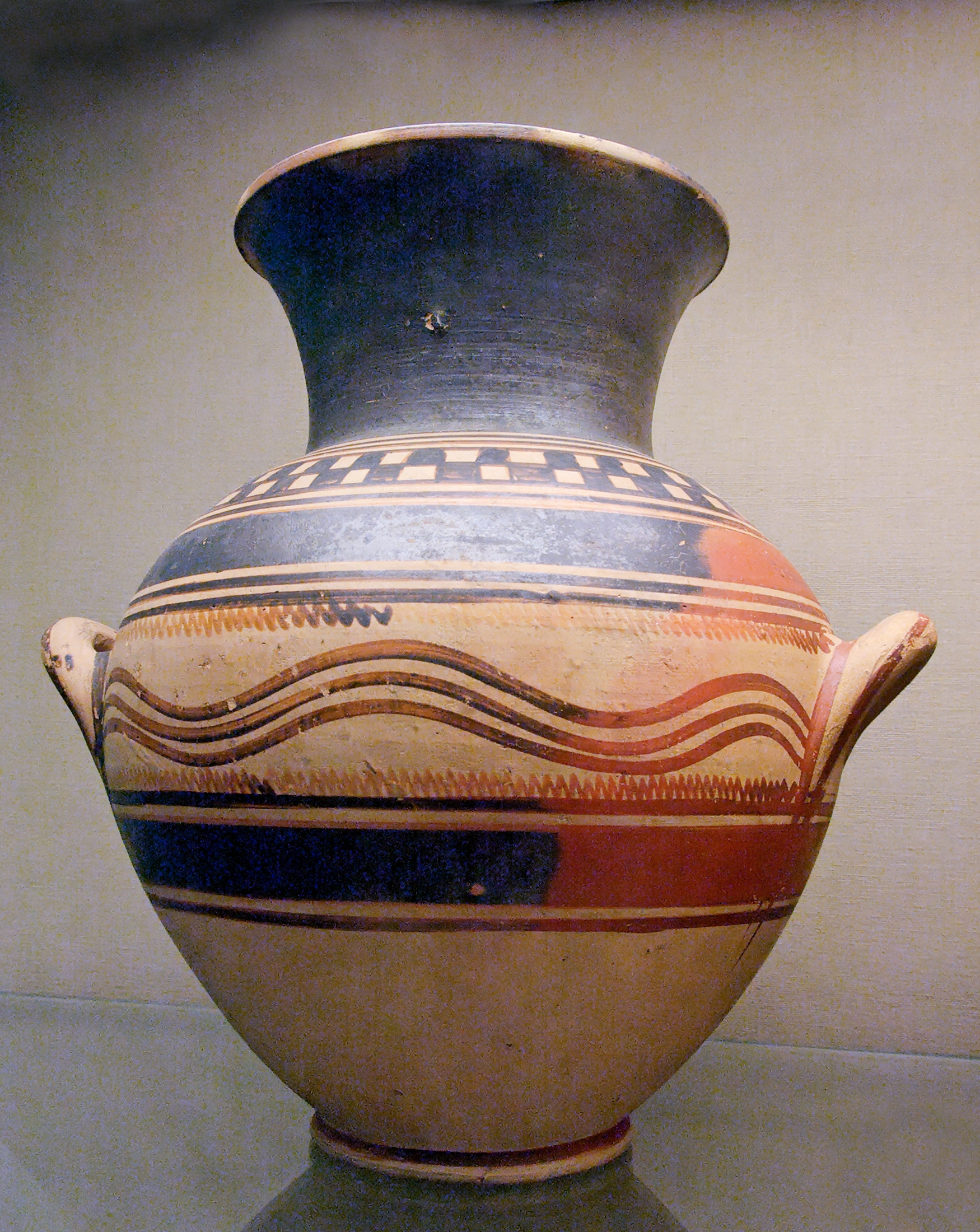
Řecká amfora, 10. století př. n. l.

Temné období pojednává o éře řecké historie trvající od předpokládaného příchodu Dórů a pádu mykénské civilizace (12. století př. n. l.) do vzestupu prvních řeckých městských států neboli polis (9. století př. n. l.). Archeologické nálezy z této doby dokládají zhroucení civilizací ve východním Středomoří, krom Řecka došlo i ke zkáze říše Chetitů a města podél pobřeží od Tróji po Gazu byla zničena. V samotném Řecku byly opuštěny některé mykénské paláce i města.
Po opuštění a zničení mykénských paláců život v Řecku nezanikl, ale zcela se změnil. Obyvatelstvo se přesunulo do hornatých území nebo na ostrovy (dokonce až na vzdálený Kypr a do poloostrovní Malé Asie). Tento proces se nazývá první řecká kolonizace. Civilizační proces řecké oblasti prodělával své „temno“, trvající až do počátku doby železné (konec 9. století). Bylo to období, v němž ještě neexistovala politická organizace, v kterém vše bezprostředně záviselo na fyzické a materiální moci a jehož základem byl oikos, tj. autarkní (soběstačná) domácnost. Teprve koncem temného období se utváří městský stát. Někdy je uvedené období nazýváno také geometrickým, především proto, že umění této doby dosáhlo vrcholu v tzv. geometrickém stylu. V jeho počátcích zřetelně vyniká proporčnost, symetrie, jasnost a přesnost, na nichž pak spočívaly největší úspěchy umění klasické epochy.

## Kultura a obchodní kontakty
Řecká keramika temného období má jednoduchý styl založený na geometrických vzorech a schází jí ozdobné dekorace z období Mykénské civilizace. Řekové žili v menších a méně početných osadách, pravděpodobně kvůli hladomorům a ztrátě obyvatelstva. Původně se předpokládalo, že kontakty se vzdálenými oblastmi byly ztraceny, ale výrobky nalezené v Lekandi na ostrově Euboia naznačují, že Řekové udržovali nadále s některými zeměmi (zejména s Malou Asií) kulturní a obchodní výměnu. Od 9. století se Řecko pomalu zotavuje. Původně fénické hláskové písmo Řekové převzali a přizpůsobili je pro své potřeby – tímto způsobem vznikla řecká alfabeta.